# Wait for Me
Wait for Me — девятый студийный альбом американского музыканта Моби, выпуск которого состоялся 30 июня 2009 года.

## Об альбоме
Моби заявил о записи альбома:

«Я записывал альбом в собственной студии в южном Ист-Сайде (хотя „студия“ — слишком громко сказано о связке оборудования, настроенной в маленькой спальне). В прошлом я работал в больших и маленьких студиях, но для этой записи я хотел сделать всё у себя дома сам».
Оригинальный текст (англ.)«I recorded the album here in my studio on the lower east side (although ‘studio’ always seems like an overly grand word for a bunch of equipment set up in a small bedroom). In the past I’ve worked in large and small studios, but for this record I wanted to record everything at home by myself»

Он также высказался о начале записи альбома: «Я начал работать над альбомом около года назад, и творческим стимулом для записи стала услышанная мной речь Дэвида Линча на BAFTA, в Великобритании».
Моби и Дэвид Линч обсуждали процесс записи альбома на онлайн-канале Линча, David Lynch Foundation Television Beta. 14 апреля 2009 года на своём сайте Моби объявил о названии альбома, списке композиций и дате релиза. Альбом был выпущен на звукозаписывающем лейбле Little Idiot, принадлежащем самому исполнителю.
Смикшировал Wait for Me Кен Томас (Sigur Rós). Согласно Моби, «микшировать записи с ним (Thomas) было действительно хорошо, так как он творчески открыт для попытки чего-нибудь (как запись старого сломанного бакелитового радио и управление этим через некоторые сломанные старые педали эффектов, чтобы видеть, на что это походило бы)».
Первым синглом с альбома стал «Shot in the Back of the Head». Видео на музыку снял Дэвид Линч.

## Список композиций
| №   | Название                       | Длительность |
| --- | ------------------------------ | ------------ |
| 1.  | «Division»                     | 1:56         |
| 2.  | «Pale Horses»                  | 3:37         |
| 3.  | «Shot in the Back of the Head» | 3:15         |
| 4.  | «Study War»                    | 4:18         |
| 5.  | «Walk with Me»                 | 4:01         |
| 6.  | «Stock Radio»                  | 0:45         |
| 7.  | «Mistake»                      | 3:47         |
| 8.  | «Scream Pilots»                | 2:48         |
| 9.  | «jltf-1»                       | 1:27         |
| 10. | «jltf»                         | 4:40         |
| 11. | «A Seated Night»               | 3:23         |
| 12. | «Wait for Me»                  | 4:13         |
| 13. | «Hope Is Gone»                 | 3:30         |
| 14. | «Ghost Return»                 | 2:38         |
| 15. | «Slow Light»                   | 4:00         |
| 16. | «Isolate»                      | 3:28         |

## Тур
Моби планирует тур со своим новым альбомом с полным составом группы, что редко происходило во время рекламной кампании Last Night, за исключением некоторых фестивальных представлений.
Моби заявил в своём журнале 25 апреля 2009 года: «Тур в поддержку альбома , будет проходить с группой в полном составе и несколькими вокалистами, хотя я мог бы включить некоторые элементы электронного/эмбиент показа, поскольку это позволило бы мне представить некоторые песни, которые я никогда не был в состоянии представить прежде (как „God Moving over the Face of the Waters“, и другие инструментальные песни прошлого)».
Моби объявил даты своего европейского тура.
| Дата         | Город/Страна              | Место                          |
| ------------ | ------------------------- | ------------------------------ |
| 13 июня 2009 | Лондон, Англия            | Matter @ The O2                |
| 16 июня 2009 | Лондон, Англия            | Royal Festival Hall            |
| 19 июня 2009 | Шессель, Германия         | Hurricane Festival             |
| 21 июня 2009 | Нойхаузен-об-Эк, Германия | Southside Festival             |
| 25 июня 2009 | Загреб, Хорватия          | IN Music Festival              |
| 27 июня 2009 | Афины, Греция             | rockwave                       |
| 28 июня 2009 | Рабат, Мальта             | Creamfields                    |
| 1 июля 2009  | Париж, Франция            | La Cigale                      |
| 2 июля 2009  | Бухарест, Румыния         | B'Estfest                      |
| 3 июля 2009  | Гдыня, Польша             | Heineken Open'er Festival      |
| 5 июля 2009  | Аррас, Франция            | Main Square Festival           |
| 6 июля 2009  | Венеция, Италия           | Padova Villa Contarini         |
| 10 июля 2009 | Аберсош (англ), Уэльс     | Wakestock Festival             |
| 11 июля 2009 | Нови-Сад, Сербия          | Exit Festival                  |
| 12 июля 2009 | Замарди (англ), Венгрия   | Balaton Sound                  |
| 17 июля 2009 | Визен, Германия           | Nuke Festival                  |
| 18 июля 2009 | Салацгрива, Латвия        | Positivus                      |
| 19 июля 2009 | Keramphuil, Франция       | Les Vieilles Charrues Festival |
| 25 июля 2009 | Лукка, Италия             | Lucca Festival                 |
| 27 июля 2009 | Монако, Монако            | Sporting Club of Monaco        |
| 29 июля 2009 | Ивиса, Испания            | Space, DJ Set                  |
| 31 июля 2009 | Kácov (чешск), Чехия      | Sázavafest                     |

## Чарты
| Chart (2009)               | Peak | Sales/ shipments |
| -------------------------- | ---- | ---------------- |
| New Zealand Album Chart    | 40   | -                |
| U.S. Billboard 200         | 22   | -                |
| Czech Republic Album Chart | 16   | -                |
| France Album Chart         | 5    | -                |
| Switzerland Album Chart    | 4    | -                |
| Belgium Album Chart        | 2    | -                |